# زیمان
زیمان (انگلیسی: Zeeman) شرکت خرده‌فروشی هلندی است، که در سال ۱۹۶۷ تأسیس شد.